# Премия Американского института киноискусства (2014)
Премия Американского института киноискусства за 2014 год.

## 11 лучших фильмов
- «Снайпер»
- «Бёрдмэн»
- «Отрочество»
- «Охотник на лис»
- «Игра в имитацию»
- «Интерстеллар»
- «Чем дальше в лес…»
- «Стрингер»
- «Сельма»
- «Несломленный»
- «Одержимость»

## 10 лучших телевизионных программ
- «Американцы»
- «Фарго»
- «Игра престолов»
- «Как избежать наказания за убийство»
- «Девственница Джейн»
- «Больница Никербокер»
- «Безумцы»
- «Оранжевый — хит сезона»
- «Кремниевая долина»
- «Очевидное»